# Driru
Driru Dzong, Chinees: Biru Xian is een arrondissement in de prefectuur Nagchu in de Tibetaanse Autonome Regio, China. De plaatsnaam betekent vertaald vrouwelijk jak.
Het heeft een oppervlakte van 11.680 km² en in 2000 telde het 45.222 inwoners. De gemiddelde hoogte is 4000 meter. De gemiddelde jaarlijkse temperatuur is 2,9 °C en jaarlijks valt er gemiddeld tussen de 580 en 650 mm neerslag.

## Etnische verdeling
Bij de volkstelling van 2000 telde het arrondissement Driru 45.222m waarbij de bevolking als etnisch als volgt was verdeeld:
| Naam      | inwoners | aandeel |
| --------- | -------- | ------- |
| Tibetanen | 44.867   | 99,21%  |
| Han       | 313      | 0,69%   |
| Bai       | 11       | 0,02%   |
| Oeigoeren | 9        | 0,02%   |
| Overig    | 22       | 0,05%   |

## Geboren in Driru
- Raidi (1938-2025), politicus